# Ludovico Simonetta
Ludovico kardinal Simonetta, italijanski rimskokatoliški duhovnik, škof in kardinal, * 1500, Milano, † 30. april 1568.

## Življenjepis
Leta 1537 je bil imenovan za škofa Pesara.
26. februarja 1561 je bil povzdignjen v kardinala.